# Linfen
Linfen är en stad på prefekturnivå i Shanxi-provinsen, Kina. Den ligger omkring 210 kilometer sydväst om provinshuvudstaden Taiyuan.

## Arkeologi
Söder om staden finns den arkeologiskautgrävningsplatsen Taosi, där arkeologer funnit den ett 4 100 år gammalt astronomiskt observatorium. Den liknar motsvarande bronsåldersanläggningar i Europa och har en diameter på omkring 40 meter.

## Näringsliv
Kolindustrin är en huvudnäring i staden och Linfen är en av världens mest förorenade städer.

## Administrativ indelning
Linfen har ungefär samma yta som Värmland, varav större delen består av landsbygd. Själva staden Linfen består av ett stadsdistrikt, dessutom lyder två städer på häradsnivå och fjorton härad under staden.
| Kart                 | Kart      | Kart      | Kart           | Kart                   | Kart      | Kart                     |
| -------------------- | --------- | --------- | -------------- | ---------------------- | --------- | ------------------------ |
|                      |           |           |                |                        |           |                          |
| Nr                   | Namn      | Kinesiska | Pinyin         | Befolkning (2003 est.) | Yta (km²) | Befolkningstäthet (/km²) |
| Stadsdistrikt        |           |           |                |                        |           |                          |
| 1                    | Yaodu     | 尧都区    | Yáodū qū       | 770 000                | 1 304     | 590                      |
| Städer på häradsnivå |           |           |                |                        |           |                          |
| 2                    | Houma     | 侯马市    | Hóumǎ shì      | 230 000                | 274       | 839                      |
| 3                    | Huozhou   | 霍州市    | Huòzhōu shì    | 290 000                | 765       | 379                      |
| Härad                |           |           |                |                        |           |                          |
| 4                    | Quwo      | 曲沃县    | Qǔwò xiàn      | 230 000                | 437       | 526                      |
| 5                    | Yicheng   | 翼城县    | Yìchéng xiàn   | 310 000                | 1 149     | 270                      |
| 6                    | Xiangfen  | 襄汾县    | Xiāngfén xiàn  | 480 000                | 1 304     | 368                      |
| 7                    | Hongdong  | 洪洞县    | Hóngdòng xiàn  | 730 000                | 1 494     | 489                      |
| 8                    | Gu        | 古县      | Gǔ xiàn        | 90 000                 | 1 190     | 76                       |
| 9                    | Anze      | 安泽县    | Ānzé xiàn      | 80 000                 | 1 961     | 41                       |
| 10                   | Fushan    | 浮山县    | Fúshān xiàn    | 130 000                | 938       | 139                      |
| 11                   | Ji        | 吉县      | Jí Xiàn        | 100 000                | 1 779     | 56                       |
| 12                   | Xiangning | 乡宁县    | Xiāngníng xiàn | 230 000                | 2 024     | 114                      |
| 13                   | Pu        | 蒲县      | Pú xiàn        | 100 000                | 1 508     | 66                       |
| 14                   | Daning    | 大宁县    | Dàníng xiàn    | 60 000                 | 963       | 62                       |
| 15                   | Yonghe    | 永和县    | Yǒnghé xiàn    | 60 000                 | 1 212     | 50                       |
| 16                   | Xi        | 隰县      | Xí xiàn        | 100 000                | 1 412     | 71                       |
| 17                   | Fenxi     | 汾西县    | Fénxī xiàn     | 140 000                | 875       | 160                      |

## Klimat
Genomsnittlig årsnederbörd är 695 millimeter. Den regnigaste månaden är juli, med i genomsnitt 213 mm nederbörd, och den torraste är december, med 2 mm nederbörd.